# Mico argentatus
Mico acariensis  або Ігрунка срібляста — вид широконосих приматів родини ігрункові (Callitrichidae).

## Опис
Хутро білувато-сріблясто-сірого кольору, хвіст темний. Довжина тіла сягає від 18 до 28 см, важить від 300 до 400 грамів. Прикметними є оголені вуха тілесного кольору, що виділяються на голові мавпи. Як і у всіх ігрункових на пальцях рук і ніг (за винятком великого пальця) є кігті замість нігтів.

## Поширення
Сріблясті ігрунки мешкають найсхідніше серед всіх ігрункових. Ареал проживання включає східну частину басейну Амазонки, ареал обмежений: на півночі самою Амазонкою, на заході річкою Тапажос а на сході річкою Токантінс. Бразилія (штат Амазонас). Житель тропічних лісів, можуть мешкати і в густих вторинних лісах.

## Звички
Як інші представники роду вони є денними і деревними, ночують в дуплах дерев або серед густої рослинності. Добре пересуваються вертикально завдяки своїм кігтям, але можуть і пересуватись на чотирьох ногах і стрибати. Живуть сімейними групами від 4 до 15 тварин, які складаються зазвичай з репродуктивної пари і молодняка. Територіальні, мітять територію виділеннями залоз, порушників відганяють криком або мімікою (опущеними бровами і піджатими губами).

## Дієта
Харчуються соком дерев. Як і всі ігрункові, завдяки спеціальним зубам нижньої щелепи можуть прогризати отвори в корі. В незначній кількості можуть істи листя, фрукти і комах.

## Розмноження
Навіть якщо в групі буде кілька самок, розмножуватись буде лише домінуюча. Вігітність триває 145 днів, народжуються два (рідко один чи три) дитинчати. Як і в інших ігрункових, у вихованні бере участь батько і інші члени групи. мавпенята відлучаються від молока і віці 6 місяців; повноцінними членами групи вони стають приблизно в двухрічному віці.

## Загрози та охорона
Основна загроза виживанню сріблястих ігрунок- це вирубка амазонських лісів. Однак через свою пристосованість і відносну невибагливість, вони менше страждають через антропологічний тиск. МСОП вважає цей вид таким, що не потребує особливої охорони.

## Зовнішні джерела
- Вікісховище має мультимедійні дані за темою: Silvery Marmoset
- Таксономія за темою Silvery Marmoset у Віківидах